# Honey Bottom
Honey Bottom – osada w Anglii, w hrabstwie ceremonialnym Berkshire, w dystrykcie (unitary authority) West Berkshire. Leży 27 km na zachód od centrum miasta Reading i 86 km na zachód od centrum Londynu.